# Final del Torneo Finalización 2009 (Colombia)
La final del Torneo Finalización 2009 de la Categoría Primera A del fútbol profesional colombiano fue una serie de partidos de fútbol que se jugaron los días 16 y 20 de diciembre de 2009, para definir al segundo campeón del año del fútbol en Colombia. La disputaron los ganadores de los grupos en los cuadrangulares semifinales: el Independiente Medellín y el Atlético Huila. El ganador del torneo fue el Independiente Medellín, que se consagró campeón por un marcador global de 3-2.

## Antecedentes

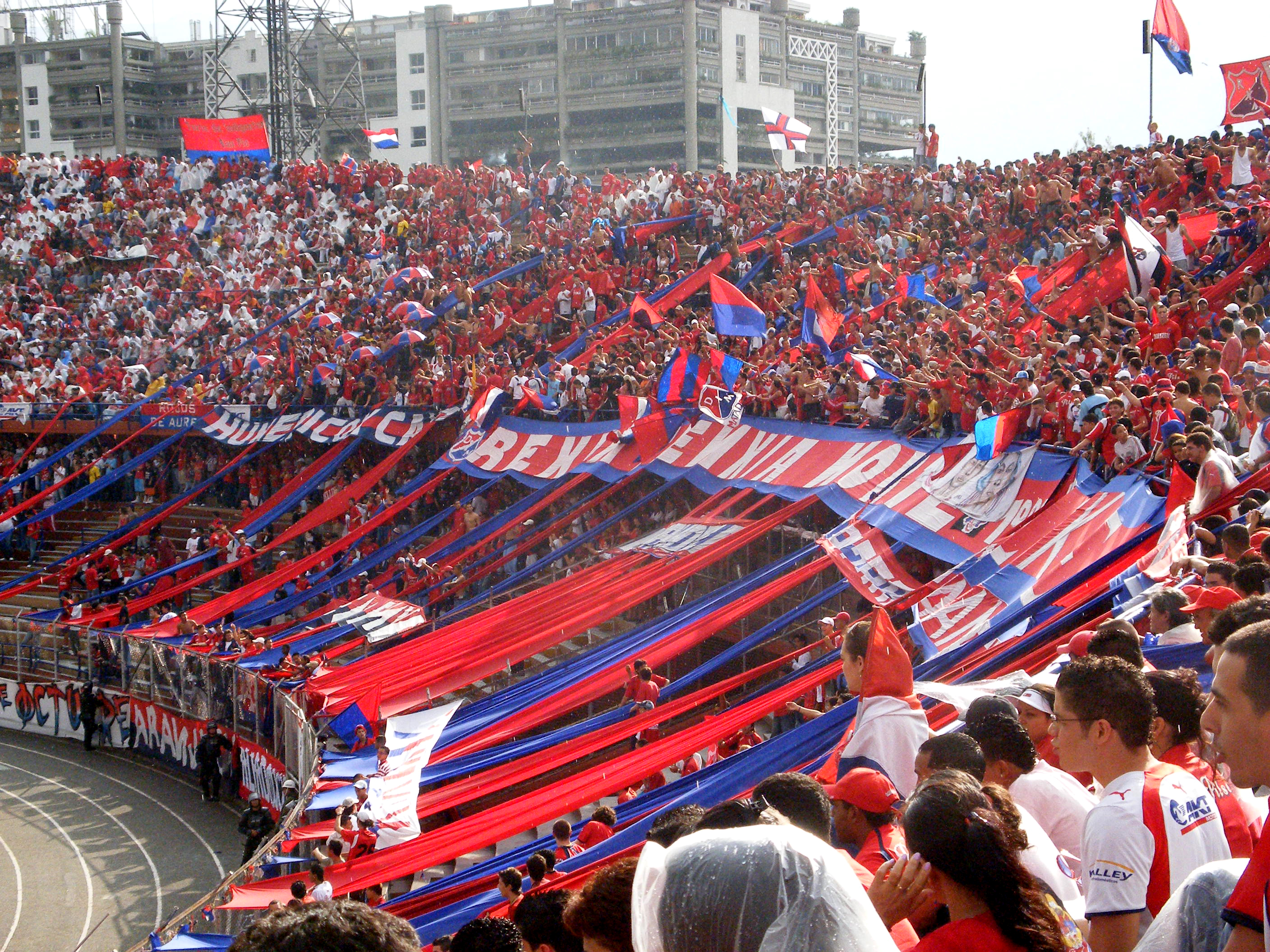
Afición del DIM en el Estadio Atanasio Girardot, sede del partido de vuelta.

Esta fue la cuarta final en torneos cortos para el Independiente Medellín. La primera de ellas fue en el Torneo Finalización 2002, final que favoreció al equipo de Medellín frente al Deportivo Pasto, cortando así una racha de 45 años sin un título del fútbol profesional colombiano. Luego, en el Torneo Apertura 2004, superó en la final paisa al Atlético Nacional, cosechando su cuarto título. La última final disputada por el DIM fue en el Torneo Finalización 2008, un año atrás, en la cual perdió frente al América de Cali.
Por su parte, el Atlético Huila, que no ha ganado un campeonato de Primera División, llegó por segunda vez a la final del campeonato. La primera definición de un título colombiano disputado por el club "opita" fue en el Torneo Apertura 2007, cuando enfrentaron al Atlético Nacional, cayendo 2:1 en el partido de vuelta, disputado en Medellín.

## Camino a la final
En la fase de todos contra todos, el Independiente Medellín clasificó primero con 38 puntos, luego de doce victorias en 18 partidos. El club antioqueño clasificó con varias fechas de anticipación a los cuadrangulares. Entre tanto, el Atlético Huila fue líder del campeonato durante ocho jornadas, cediéndole la posición de privilegio al Independiente Medellín. Finalmente, los dirigidos por Guillermo Berrío avanzaron a la semifinal al ocupar el tercer lugar clasificatorio con 30 unidades.
En la fase semifinal, Independiente Medellín se ubicó en el Grupo A junto a Junior, Deportivo Pereira y Real Cartagena. El equipo dirigido por Leonel Álvarez clasificó con una fecha de anticipación a la final, luego de vencer 2:1 al Junior en Barranquilla con dos goles del centrocampista Luis Fernando Mosquera.
Por su parte, el Huila quedó en el Grupo B, junto a Santa Fe, Atlético Nacional y Deportes Tolima. En la última jornada, con dos tantos de Iván Velásquez, el club de Neiva avanzó a la final tras golear a Santa Fe 4:1.

## Estadísticas previas
Total de partidos jugados en el Torneo Finalización 2009 por ambos equipos:
| Equipo                 | Pts | PJ | G  | E | P | GF | GC | Dif |
| ---------------------- | --- | -- | -- | - | - | -- | -- | --- |
| Independiente Medellín | 52  | 24 | 16 | 4 | 4 | 41 | 24 | 17  |
| Atlético Huila         | 41  | 24 | 11 | 8 | 5 | 35 | 29 | 6   |

- Leyenda:  Pts=Puntos; PJ=Partidos jugados; G=Partidos ganados; E=Partidos empatados; P=Partidos perdidos; GF=Goles a favor; GC=Goles en contra; Dif=Diferencia de gol

## Llave
| Bandera del departamento de Antioquia | vs. |                    |
| ------------------------------------- | --- | ------------------ |
| Independiente Medellín 1 2 3          | vs. | Atlético Huila 0 2 |

## Partido de ida
- Reporte oficial del partido.[19]

| 1  | POR | Luis Estacio       |     |
| 20 | DEF | Lewis Ochoa        |     |
| 15 | DEF | Nicolás Ayr        |     |
| 23 | DEF | Gonzalo Martínez   |     |
| 24 | DEF | Ervin Maturana     |     |
| 10 | MED | Bréiner Belalcázar |     |
| 30 | MED | Amílcar Henríquez  |     |
| 18 | MED | Frank Pacheco      | 67' |
| 13 | MED | Jorge Vidal        | 75' |
| 9  | DEL | Iván Velásquez     |     |
| 17 | DEL | Jáner Guazá        | 9'  |
| DT | DT  | Guillermo Berrío   |     |

| 1  | POR | Aldo Bobadilla         |     |
| 4  | DEF | Ricardo Calle          |     |
| 24 | DEF | Samuel Vanegas         |     |
| 25 | DEF | Leiton Jiménez         |     |
| 6  | DEF | Juan David Valencia    |     |
| 5  | MED | Juan Esteban Ortiz     |     |
| 21 | MED | John Javier Restrepo   |     |
| 27 | MED | Javier Calle           | 11' |
| 10 | MED | Luis Fernando Mosquera | 70' |
| 13 | MED | Felipe Pardo           | 83' |
| 9  | DEL | Jackson Martínez       |     |
| DT | DT  | Leonel Álvarez         |     |

| 100 | MED | Nelson Barahona | 9'  |
| 29  | DEL | Ervin González  | 67' |
| 25  | DEL | Jeison Quiñónez | 75' |

| 7  | DEL | Luis Carlos Arias | 11' |
| 8  | MED | Roger Cañas       | 70' |
| 11 | DEL | César Valoyes     | 83' |

|  | 85' | Jackson Martínez | 0:1 |

|  | 14' | Barahona |
|  | 76' | Martínez |
|  | 89' | Ochoa    |

|  | 28' | Valencia |
|  | 71' | Restrepo |

| Árbitro             | Hernando Buitrago |
| Árbitros asistentes | Wilson Berrío     |
| Árbitros asistentes | Mauricio Camargo  |
| Cuarto árbitro      | José Luis Niño    |
| Observador árbitros | Otálvaro Polanco  |

| 1  | POR | Luis Estacio       |     |
| 20 | DEF | Lewis Ochoa        |     |
| 15 | DEF | Nicolás Ayr        |     |
| 23 | DEF | Gonzalo Martínez   |     |
| 24 | DEF | Ervin Maturana     |     |
| 10 | MED | Bréiner Belalcázar |     |
| 30 | MED | Amílcar Henríquez  |     |
| 18 | MED | Frank Pacheco      | 67' |
| 13 | MED | Jorge Vidal        | 75' |
| 9  | DEL | Iván Velásquez     |     |
| 17 | DEL | Jáner Guazá        | 9'  |
| DT | DT  | Guillermo Berrío   |     |

| 1  | POR | Aldo Bobadilla         |     |
| 4  | DEF | Ricardo Calle          |     |
| 24 | DEF | Samuel Vanegas         |     |
| 25 | DEF | Leiton Jiménez         |     |
| 6  | DEF | Juan David Valencia    |     |
| 5  | MED | Juan Esteban Ortiz     |     |
| 21 | MED | John Javier Restrepo   |     |
| 27 | MED | Javier Calle           | 11' |
| 10 | MED | Luis Fernando Mosquera | 70' |
| 13 | MED | Felipe Pardo           | 83' |
| 9  | DEL | Jackson Martínez       |     |
| DT | DT  | Leonel Álvarez         |     |

| 100 | MED | Nelson Barahona | 9'  |
| 29  | DEL | Ervin González  | 67' |
| 25  | DEL | Jeison Quiñónez | 75' |

| 7  | DEL | Luis Carlos Arias | 11' |
| 8  | MED | Roger Cañas       | 70' |
| 11 | DEL | César Valoyes     | 83' |

|  | 85' | Jackson Martínez | 0:1 |

|  | 14' | Barahona |
|  | 76' | Martínez |
|  | 89' | Ochoa    |

|  | 28' | Valencia |
|  | 71' | Restrepo |

| Árbitro             | Hernando Buitrago |
| Árbitros asistentes | Wilson Berrío     |
| Árbitros asistentes | Mauricio Camargo  |
| Cuarto árbitro      | José Luis Niño    |
| Observador árbitros | Otálvaro Polanco  |

## Partido de vuelta
Con relación al partido anterior, el equipo local no tuvo cambios y repitió la formación. El visitante tuvo las bajas de Frank Pacheco, por decisión del presidente de la institución.
- Reporte oficial del partido.[22]

| 1  | POR | Aldo Bobadilla         |     |
| 4  | DEF | Ricardo Calle          |     |
| 24 | DEF | Samuel Vanegas         |     |
| 25 | DEF | Leiton Jiménez         |     |
| 6  | DEF | Juan David Valencia    |     |
| 5  | MED | Juan Esteban Ortiz     |     |
| 21 | MED | John Javier Restrepo   |     |
| 27 | MED | Javier Calle           | 36' |
| 10 | MED | Luis Fernando Mosquera | 88' |
| 13 | MED | Felipe Pardo           | 83' |
| 9  | DEL | Jackson Martínez       |     |
| DT | DT  | Leonel Álvarez         |     |

| 1  | POR | Luis Estacio      |     |
| 20 | DEF | Lewis Ochoa       |     |
| 15 | DEF | Nicolás Ayr       |     |
| 23 | DEF | Gonzalo Martínez  |     |
| 24 | DEF | Ervin Maturana    |     |
| 29 | MED | Ervin González    |     |
| 30 | MED | Amílcar Henríquez |     |
| 14 | MED | Diego Arango      |     |
| 13 | MED | Jorge Vidal       | 71' |
| 9  | DEL | Iván Velásquez    | 79' |
| 17 | DEL | Jáner Guazá       | 19' |
| DT | DT  | Guillermo Berrío  |     |

| 7  | DEL | Luis Carlos Arias | 36' |
| 8  | MED | Roger Cañas       | 83' |
| 11 | DEL | César Valoyes     | 88' |

| 19 | DEL | Carlos Rentería | 19' |
| 71 | MED | Nelson Barahona | 71' |
| 11 | DEL | Jeison Quiñónez | 79' |

|  | 68' | Jackson Martínez       | 1:1 |
|  | 72' | Luis Fernando Mosquera | 2:1 |

|  | 42' | Ervin Maturana | 0:1 |
|  | 84' | Lewis Ochoa    | 2:2 |

|  | 50' | Ortiz    |
|  | 74' | Mosquera |

|  | 24'   | Henríquez |
|  | 45'   | Martínez  |
|  | 51'   | Arango    |
|  | 71'   | González  |
|  | 86'   | Ayr       |
|  | 90+2' | Maturana  |

| Árbitro             | Óscar Ruiz       |
| Árbitros asistentes | Abraham González |
| Árbitros asistentes | Humberto Clavijo |
| Cuarto árbitro      | Luis Sánchez     |
| Observador árbitros | Otálvaro Polanco |

| 1  | POR | Aldo Bobadilla         |     |
| 4  | DEF | Ricardo Calle          |     |
| 24 | DEF | Samuel Vanegas         |     |
| 25 | DEF | Leiton Jiménez         |     |
| 6  | DEF | Juan David Valencia    |     |
| 5  | MED | Juan Esteban Ortiz     |     |
| 21 | MED | John Javier Restrepo   |     |
| 27 | MED | Javier Calle           | 36' |
| 10 | MED | Luis Fernando Mosquera | 88' |
| 13 | MED | Felipe Pardo           | 83' |
| 9  | DEL | Jackson Martínez       |     |
| DT | DT  | Leonel Álvarez         |     |

| 1  | POR | Luis Estacio      |     |
| 20 | DEF | Lewis Ochoa       |     |
| 15 | DEF | Nicolás Ayr       |     |
| 23 | DEF | Gonzalo Martínez  |     |
| 24 | DEF | Ervin Maturana    |     |
| 29 | MED | Ervin González    |     |
| 30 | MED | Amílcar Henríquez |     |
| 14 | MED | Diego Arango      |     |
| 13 | MED | Jorge Vidal       | 71' |
| 9  | DEL | Iván Velásquez    | 79' |
| 17 | DEL | Jáner Guazá       | 19' |
| DT | DT  | Guillermo Berrío  |     |

| 7  | DEL | Luis Carlos Arias | 36' |
| 8  | MED | Roger Cañas       | 83' |
| 11 | DEL | César Valoyes     | 88' |

| 19 | DEL | Carlos Rentería | 19' |
| 71 | MED | Nelson Barahona | 71' |
| 11 | DEL | Jeison Quiñónez | 79' |

|  | 68' | Jackson Martínez       | 1:1 |
|  | 72' | Luis Fernando Mosquera | 2:1 |

|  | 42' | Ervin Maturana | 0:1 |
|  | 84' | Lewis Ochoa    | 2:2 |

|  | 50' | Ortiz    |
|  | 74' | Mosquera |

|  | 24'   | Henríquez |
|  | 45'   | Martínez  |
|  | 51'   | Arango    |
|  | 71'   | González  |
|  | 86'   | Ayr       |
|  | 90+2' | Maturana  |

| Árbitro             | Óscar Ruiz       |
| Árbitros asistentes | Abraham González |
| Árbitros asistentes | Humberto Clavijo |
| Cuarto árbitro      | Luis Sánchez     |
| Observador árbitros | Otálvaro Polanco |

## Reacciones

### Independiente Medellín
"En estos momentos agradezco a Santiago Escobar y a los técnicos que me enseñaron. Esta felicidad es increíble. El partido fue muy complicado, como lo esperábamos, por eso haber conseguido la estrella nos da mucha más satisfacción."
Leonel Álvarez, entrenador del Independiente Medellín, ganó el primer torneo que dirigió como técnico.

"Ese gol es importante para mi, no sólo porque marco un hito al ser el jugador que más ha anotado en los torneos cortos, sino que esa figuración personal y la de los compañeros nos da un título"
Jackson Martínez fue el goleador del Torneo Finalización con un total de 18 goles,
 superando así el récord de Léider Preciado con 17.

"Les dije siempre eso (no perder la fe), pues somos un buen equipo. Hasta el final sufrimos, pues el rival fue fuerte, pero pudimos a celebrar"
John Javier Restrepo, popular Choronta Restrepo, líder del equipo campeón.

"Nosotros hicimos la diferencia. El regalo es para una afición que siempre nos ha apoyado"
Aldo Bobadilla, arquero paraguayo, capitán del rojo de la montaña.

### Atlético Huila
"No me gustó el arbitraje de Óscar Julián Ruiz, pero ya el partido se acabó. Me queda la tranquilidad de que mi equipo fue mejor que el Medellín en los dos partidos de la final"
Guillermo Berrío, técnico del Atlético Huila, que logró el sub-campeonato.

| Campeón Independiente Medellín Quinto título |